# Friedrich Möller (Bauunternehmer)
Hermann Friedrich Möller (* 13. Oktober 1888 in Ihlbrock; † 12. Juni 1951 in Wilhelmshaven) war ein deutscher Bauunternehmer und Politiker (DDP und FDP).

## Karriere
Möllers Vater war Steinsetzermeisters Hermann Heinrich Möller (1856–1916). Dieser hatte sich in den Anfangsjahren der Stadt Wilhelmshaven selbständig gemacht und 1873 ein Steinsetzunternehmen gegründet, das von der Entwicklung der Stadt, in der gerade der Straßenbau einen schwunghaften Aufstieg erlebte, enorm profitierte.
In Wilhelmshaven besuchte Möller dann auch die Volksschule und ging anschließend im väterlichen Betrieb in die Lehre. Ab 1905 studierte er dann Bauingenieurwesen an der Staatsbauschule Nienburg/Weser, Fachrichtung Tiefbau. Nach seinem Examen trat er erneut in die väterliche Firma ein und konnte das Tätigkeitsfeld in den Bereichen Tiefbau, Ingenieurbau und Wasserbau deutlich erweitern. 1916 übernahm er nach dem Tod des Vaters die Firmenleitung, entwickelte aus dem örtlich gebundenen Handwerksbetrieb ein modernes Großunternehmen und eröffnete Niederlassungen in Bremen, Berlin, Dortmund, Wien, Lübeck und Hamburg. Andererseits war Möller darauf bedacht, den Charakter seiner Firma als Familienbetrieb, trotz der zeitweise 5000 Mitarbeiter, zu erhalten.
In den Jadestädten wurden Möller fast alle großen Bauaufträge übertragen, u. a. führte er für Fritz Höger den Bau des Rüstringer Rathauses aus. Weiterhin baute er Strandhäuser, das Stationsgebäude des Wilhelmshavener Bahnhofs, die Ingenieurakademie, das Arbeitsamt und das Reinhard-Nieter-Krankenhaus, dazu kamen der Bau der Niedersachsenbrücke, des Maadesiels und mehrerer Seedeiche. Überregional war die Firma von 1928 bis 1930 an der Moselkanalisierung beteiligt und baute die Staustufe Eddersheim am Main. darüber hinaus gründete Möller 1931 auch noch die „Norddeutsche Eisenbau GmbH“ in Sande, die er zu einem großen Unternehmen für den Bau von Stahlbrücken und Stahlwasserbehältern ausbaute. Nach dem Zweiten Weltkrieg war die Firma auch u. a. für die Enttrümmerung von Städten und Häuserbauten in Hamburg und anderen Städten gefragt. Weitere Projekte waren der Wiederaufbau des zerstörten Weserbahnhofes in Bremen sowie die Reparatur der Weserwehr und der dazugehörigen Weserschleuse.
Neben seinem beruflichen Engagement, betätigte sich Möller schon früh politisch und gründete nach dem Ersten Weltkrieg die Wilhelmshaven-Rüstringer-Ortsgruppe der Deutschen Demokratischen Partei. In der Weimarer Republik gehörte er dann als Abgeordneter der DDP von 1923 bis 1931 dem Oldenburgischen Landtag an. Nach Ende des Zweiten Weltkriegs schloss er sich der FDP an und wurde im Januar 1946 als Abgeordneter in den Ernannten Landtag von Oldenburg berufen. Dort fungierte er als Sprecher seiner Fraktion.
Möllers führende Position in der Wilhelmshavener Wirtschaft zeigte sich auch in seinem zeitweisen stellvertretenden Vorsitz der Industrie- und Handelskammer Wilhelmshavens. Auch als Freimaurer war Möller aktiv und war von 1919 bis zu ihrer zwangsweisen Auflösung Mitglied der Wilhelmshavener Johannisloge Wilhelm zum silbernen Anker.

## Familie
Möller heiratete am 3. November 1917 die aus Sande stammende Johanne Catharine geb. Lohse (1888–1981), der Tochter eines Landwirts. Das Ehepaar hatte drei Söhne, von denen Enno und Gerd später in die Geschäftsführung der väterlichen Firma eintraten, die allerdings kurz nach ihrem hundertjährigen Jubiläum 1976 Insolvenz anmelden musste.